# 芹菜苷
芹菜苷（英語：Apiin）是一种天然黄酮类化合物，是芹菜素的二糖苷，可以在欧芹和芹菜等耐寒植物以及香蕉叶中发现。
芹菜苷在制备金或银球形胶体过程中被用作还原剂和稳定剂。